# Chalybs
Chalybs is een geslacht van vlinders van de familie Lycaenidae, uit de onderfamilie Theclinae.

## Soorten
- C. bibbia Hewitson
- C. chloris (Hewitson, 1877)
- C. hassan (Stoll, 1790)
- C. janias (Cramer, 1782)
- C. lineata (Lathy, 1936)
- C. simaethis Drury